# Минтија (Хунедоара)
Минтија (рум. Mintia) насеље је у Румунији у округу Хунедоара у општини Вецел. Oпштина се налази на надморској висини од 182 m.

## Историја
Према државном шематизму православног клира Угарске 1846. године у месту "Марус Немет" живело је 47 породица, уз придодате филијарне, 27 из Херепе и 24 из Вултесанда. Православни парох тада је поп Теодор Лупша, којем помаже капелан поп Абрахам Поповић.

## Становништво
Према подацима из 2002. године у насељу је живело 948 становника.

### Попис2002.
| Расподела становништва по националности 2002.‍ | Расподела становништва по националности 2002.‍ | Расподела становништва по националности 2002.‍ | Расподела становништва по националности 2002.‍ | Расподела становништва по националности 2002.‍ |
| --------------------------------------------- | --------------------------------------------- | --------------------------------------------- | --------------------------------------------- | --------------------------------------------- |
|                                               |                                               |                                               |                                               |                                               |
| Румуни                                        | Румуни                                        |                                               | 773                                           | 81,7%                                         |
| Мађари                                        | Мађари                                        |                                               | 91                                            | 9,6%                                          |
| Роми                                          | Роми                                          |                                               | 82                                            | 8,7%                                          |